# 1239.
◄ | 12. stoljeće | 13. stoljeće | 14. stoljeće | ►
◄ | 1200-ih | 1210-ih | 1220-ih | 1230-ih | 1240-ih | 1250-ih | 1260-ih | ►
◄◄ | ◄ | 1236. | 1237. | 1238. | 1239. | 1240. | 1241. | 1242. | ► | ►►
Arhitektura • Astronomija • Glazba • Knjige • Književnost • Kršćanstvo • Medicina • Pravo • Promet • Znanost

## Rođenja
- Edvard I. Dugonogi, engleski kralj

## Vanjske poveznice
|  | Zajednički poslužitelj ima još gradiva o temi 1239. |